# Saša Živec
Saša Živec (Šempeter pri Gorici, 2 de abril de 1991) es un futbolista esloveno que juega en la demarcación de centrocampista.

## Selección nacional
Tras jugar con la selección de fútbol sub-19 de Eslovenia y la sub-21, finalmente hizo su debut con la selección absoluta el 3 de septiembre de 2020 en un partido de la Liga de las Naciones de la UEFA contra Grecia que finalizó con un resultado de empate a cero.

## Clubes
| Club                        | País      | Año       | Partidos | Goles |
| --------------------------- | --------- | --------- | -------- | ----- |
| NK Primorje                 | Eslovenia | 2009-2011 | 31       | 2     |
| PFC CSKA Sofía              | Bulgaria  | 2011      | 4        | 0     |
| NK Domžale                  | Eslovenia | 2012-2013 | 15       | 5     |
| ND Gorica                   | Eslovenia | 2013-2014 | 32       | 6     |
| NK Domžale                  | Eslovenia | 2014      | 13       | 5     |
| Piast Gliwice               | Polonia   | 2014-2017 | 84       | 9     |
| Latina Calcio 1932 (cedido) | Italia    | 2017      | 0        | 0     |
| Piast Gliwice               | Polonia   | 2017-2018 | 28       | 6     |
| AC Omonia                   | Chipre    | 2018-2019 | 13       | 0     |
| Zagłębie Lubin              | Polonia   | 2019-2023 | 80       | 14    |
| Zagłębie Lubin II           | Polonia   | 2022      | 4        | 0     |
| Wieczysta Kraków            | Polonia   | 2023-2024 | 18       | 3     |

## Palmarés

### Campeonatos nacionales
| Título                | Club           | País     | Año  |
| --------------------- | -------------- | -------- | ---- |
| Supercopa de Bulgaria | PFC CSKA Sofía | Bulgaria | 2011 |

### Distinciones individuales
| Distinción                     | Año  |
| ------------------------------ | ---- |
| Once ideal de la Liga eslovena | 2014 |